# Mikes Tsamis
Mikes Tsamis (griechisch Μικές Τσάμης; * 1895; † im 20. Jahrhundert) war ein griechischer Wasserballspieler.

## Karriere
Tsamis nahm an den Olympischen Spielen 1920 in Antwerpen teil. Hier erreichte er mit der griechischen Nationalmannschaft den sechsten Rang.